# Stathmopoda arachnophora
Stathmopoda arachnophora is een vlinder uit de familie Stathmopodidae. De wetenschappelijke naam van de soort is voor het eerst geldig gepubliceerd in 1917 door Turner.